# ۴۷ (میلادی)
۴۷ (میلادی) چهل و هفتمین سال تقویم میلادی است.

## رویدادها
بر اساس مکان
امپراتوری روم
- گنائوس دومیتیوس کوربولو به فرماندهی ارتش روم در ژرمانیا سفلی منصوب شد. او چاوسی‌ها را فتح کرد و با چروسکی‌ها و فریسی‌ها جنگید.[۱]
- پوبلیوس اوستوریوس اسکاپولا به عنوان فرماندار بریتانیا جایگزین آئولوس پلاتیوس می‌شود. جنوب شرقی جزیره اکنون یک استان رومی است، در حالی که برخی از ایالت‌های ساحل جنوبی به عنوان یک پادشاهی ظاهراً مستقل تحت فرمان تیبریوس کلودیوس کوگیدوبنوس اداره می‌شوند که احتمالاً مقر او در فیشبورن نزدیک چیچستر است. اوستوریوس بلافاصله با تهاجم‌هایی از مناطق فتح نشده روبرو می‌شود که آنها را سرکوب می‌کند.[۲]
- کوربولو دستور ساخت کانال فوسا کوربولونیس، بین راین و میوز در هلند را می‌دهد که شهر فوروم هادریانی (وربورگ) را به هم متصل می‌کند.[۳]
- رومی‌ها استحکامات ترایکتوم را در نزدیکی دهانه راین ساختند که بعدها به شهر اوترخت تبدیل شد.[۴]

بر اساس موضوع
دین
- حنانیا کاهن اعظم یهودیه می‌شود.[۵]
- پولس کار بشارت خود (اولین سفر تبلیغی) را به همراه برنابا و مرقس (تاریخ احتمالی) آغاز کرد.[۶]

## زادگان
- ته‌جو، حاکم کره‌ای گوگوریو (متوفی ۱۶۵)

## درگذشتگان
- دسیموس والریوس آسیاتیکوس، سیاستمدار و کنسول رومی

- گایوس ساللوستیوس کریسپوس پاسینوس، کنسول روم

- گنائوس پومپیوس مگنوس، نجیب زاده رومی

- کوئینتوس سانکوینیوس ماکسیموس، سیاستمدار رومی

- وردان یکم، پادشاه امپراتوری اشکانی